# Dietmar Günther
Dietmar Günther (* 1961 oder 1962) ist ein deutscher Basketballtrainer und ehemaliger -spieler. Er war von September bis Dezember 2017 übergangsweise Cheftrainer des Zweitligisten Phoenix Hagen. Als Spieler trug er in der Basketball-Bundesliga das Hemd des BC Osnabrück, von Goldstar und Brandt Hagen sowie des MTV Gießen.

## Laufbahn
Günther spielte beim BC Osnabrück in der Basketball-Bundesliga, 1987 wechselte der Spielmacher zum MTV 1846 Gießen und blieb bis 1989 beim Bundesligisten. Für die Mittelhessen bestritt er 52 Spiele (6,6 Punkte/Spiel). Er lief in den Spieljahren 1988/89 für den SSV GoldStar Hagen sowie von 1990 bis 1992 für den Nachfolgeverein Brandt Hagen ebenfalls in der Bundesliga auf.
Von 1995 bis 1997 war er in der Bundesliga unter Peter Krüsmann Assistenztrainer bei Brandt Hagen und war danach jahrelang als Trainer der BG Hagen, des BBV Hagen sowie von 2006 bis 2010 als Trainer der U19-Mannschaft von Phoenix Hagen aktiv, die er 2007 zur deutschen Vizemeisterschaft führte. Danach war Günther Aufsichtsratsmitglied der Phoenix Hagen GmbH und der Basketball Hagen GmbH & Co. KGaA sowie beriet Phoenix Hagen in sportlichen Belangen.
Im September 2017 übernahm er in Vertretung des erkrankten Matthias Grothe übergangsweise das Cheftraineramt bei der Herrenmannschaft von Phoenix Hagen in der 2. Bundesliga ProA. Grothe starb Ende Oktober 2017, Günther gab den Trainerposten zum 18. Dezember 2017 auf eigenen Wunsch ab.

## Persönliches
Günther ist der Vater der Basketballspieler Philip Günther, Per Günther und Jasper Günther.